# دیلن برونو
'دیلن برونو']] (انگلیسی: Dylan Bruno؛ زادهٔ ۶ سپتامبر ۱۹۷۲) یک هنرپیشه اهل ایالات متحده آمریکا است. وی از سال ۱۹۹۵ میلادی تاکنون مشغول فعالیت بوده‌است.

## گزیده فیلمشناسی
از فیلم‌ها یا برنامه‌های تلویزیونی که وی در آن نقش داشته‌است می‌توان به آثار زیر اشاره کرد.
- نجات سرباز رایان (۱۹۹۸)
- خشم ۲ (۱۹۹۹)
- جایی که قلب آنجاست (۲۰۰۰)
- یکه‌تاز (فیلم) (۲۰۰۱)
- سی‌اس‌آی: میامی (۲۰۰۳)
- ان‌سی‌آی‌اس (۲۰۱۰)
- استخوان‌ها (مجموعه تلویزیونی) (۲۰۱۰)
- منتالیست (۲۰۱۱)
- آناتومی گری (مجموعه تلویزیونی) (۲۰۱۱)
- مأموران شیلد (۲۰۱۴)
- ربوده‌شده ۳ (۲۰۱۵)
- نارکس (۲۰۱۵)
- 'هاوایی فایو-زیرو (۲۰۱۷)